# Félix Niedner
Felix Niedner  (né le 14 avril 1859 à Halle en province de Saxe; mort le 19 août 1934) est un philologue allemand et un historien littéraire.

## Brève biographie
Après avoir passé un doctorat en 1882, il enseigne à l'université de Berlin, de 1883 à 1907, et reçoit le titre de professeur en 1902. Il travaille aussi en tant que traducteur et il écrit de nombreux traités sur les civilisations nordiques. Il dirige, en 1912, Thulé, une société ethnographique dont le nom sera repris pour fonder une société secrète allemande et antisémite, l'ordre de Thulé. À partir de 1912, la société publie une compilation en vingt-quatre volumes, Altnordische Dichtung und Prosa (en français Prose et poésie de l'Antiquité nordique). Il meurt en 1934.

## Œuvres
Ses principaux travaux sont : 
- Les Tournois allemands aux XIIe et XIIIe siècles (“Das deutsche Turnier im 12. und 13. Jahrhundert”) (1881)
- Des poèmes d'Eddas (“Zur Lieder-Edda”) (1896)
- Carl Michael Bellman, l'Anacréon suédois (“Carl Michael Bellman, der schwedische Anakreon”), en 1905, qui a été suivi de la traduction de l'ouvrage de Bellman intitulé Les Lettres de Fredman (“Fredmans epistlar”)
- L'Histoire du scalde Egil (“Die Geschichte vom Skalden Egil”) en 1911
- La Culture de l'Islande pendant l'ère viking (“Islands Kultur zur Wikingerzeit”), en 1913
- Prose et poésie de l'Antiquité nordique (“Altnordische Dichtung und Prosa”) de 1912 à 1930.